# Малогорошківська сільська рада
Малогорошківська сільська рада (Мало-Горошківська сільська рада) — колишня адміністративно-територіальна одиниця та орган місцевого самоврядування у Володарсько-Волинському (Кутузівському, Володарському) районі Коростенської і Волинської округ, Київської й Житомирської областей Української РСР з адміністративним центром у селі Малі Горошки.

## Населені пункти
Сільській раді на час ліквідації були підпорядковані населені пункти:
- с. Волянщина
- с. Кутузове
- с. Малі Горошки
- с. Невирівка
- с. Рудня-Горошківська
- с. Рудня-Шляхова

## Населення
Кількість населення ради, станом на 1923 рік, становила 1 878 осіб, кількість дворів — 360.
Кількість населення сільської ради, станом на 1924 рік, становила 1 885 осіб.

## Історія та адміністративний устрій
Створена 1923 року, в складі сіл Волянщина, Малі Горошки та колоній Горошки, Люциянівка, Невирівка і Теофілівка Кутузівської волості Житомирського повіту Волинської губернії. 7 березня 1923 року включена до складу новоствореного Кутузівського (згодом — Володарський, Володарсько-Волинський) району Коростенської округи. Станом на 1 жовтня 1941 року колонії Горошки, Люциянівка й Теофілівка не перебувають на обліку населених пунктів.
Станом на 1 вересня 1946 року сільська рада входила до складу Володарсько-Волинського району Житомирської області, на обліку в раді перебували села Волянщина та Малі Горошки.
2 вересня 1954 року, відповідно до рішення Житомирського облвиконкому № 1087 «Про перечислення населених пунктів в межах районів Житомирської області», до складу ради включено с. Рудня-Шляхова Дашинської сільської ради. 30 вересня 1958 року, відповідно до рішення Житомирського ОВК № 990 «Про передачу сіл Кутузове і Рудня Горошківська Володарсько-Волинської селищної ради до складу Мало-Горошківської сільської ради Володарсько-Волинського району», до складу ради передано села Кутузове та Рудня-Горошківська Володарсько-Волинської селищної ради.
Ліквідована 5 березня 1959 року, відповідно до рішення ЖОВК № 161 «Про ліквідацію та зміну адміністративно-територіального поділу окремих сільських рад області». Села Кутузове, Малі Горошки, Рудня-Горошківська, Рудня-Шляхова передані до складу Володарсько-Волинської селищної ради, села Волянщина та Невирівка — до складу Рижанської сільської ради Володарсько-Волинського району Житомирської області.